# Dulce Piña
Dulce María Piña de Óleo (ur. 12 września 1966) – dominikańska judoczka. Olimpijka z Atlanty 1996, gdzie zajęła dziewiąte miejsce w wadze średniej.
Uczestniczka mistrzostw świata w 1995 i 2003. Brązowa medalistka igrzysk panamerykańskich w 1995 i 2003. Zdobyła pięć medali na igrzyskach Ameryki Środkowej i Karaibów, a także cztery na mistrzostwach panamerykańskich w latach 1990 - 1998.

## Letnie Igrzyska Olimpijskie 1996
| Konkurencja | Eliminacje               | Eliminacje          | Repasaże            | Klas. końcowa |
| Konkurencja | Przeciwnik I             | Przeciwnik II       | Przeciwnik I        | Miejsce       |
| ----------- | ------------------------ | ------------------- | ------------------- | ------------- |
| 66 kg       | Priscilla Cherry (MRI) Z | Cho Min-sun (KOR) P | Wang Xianbo (CHN) P | 9.            |